# 宇宙GメンEX
宇宙GメンEX（うちゅうじーめんえっくす）は、ニッポン放送のラジオ番組。

## 概要
『銀河に吠えろ!宇宙GメンTAKUYA』の第2部的な存在であるが、ネット局はなく、ニッポン放送のみの放送である。内容は前番組の『ミューコミ』とほぼ同じ。
『銀河に吠えろ!宇宙GメンTAKUYA』は2009年11月27日に終了したが、当番組はその1ヶ月後の2009年12月30日をもって終了することとなった。
『宇宙GメンEX』内の本人たちの発言から、2010年1月4日より当時間帯は『ミュ〜コミ+プラス』が新番組として開始されることが発表された。また、後述の「アニコボ」は『ミュ〜コミ+』内で継続された。
『宇宙GメンEX』終盤からTwitterを使った「Twitter大喜利」を実施していた。「Twitter大喜利」は放送終了直後の2010年1月1日放送の特別番組『吉田尚記のオールナイトニッポン feat.ミュ〜コミ+（プラス）』でも展開された。この中で吉田はTwitter上で展開する「テキスト生放送番組」の考えを導き出し、後番組『ミュ〜コミ+プラス』で「ダブルワイド方式」としての具現化に至った。
同番組内でツイッター大喜利が採用された理由について吉田は、「上層部の評価が高かったため」と語っている。

## パーソナリティ
- TAKUYA（星野卓也）
- ヨシダ研究員（吉田尚記（ニッポン放送アナウンサー））

## アニコボ
24:30頃に放送される録音のフロート番組。パーソナリティは吉田尚記と吉野紗香。スペースクラフトとのコラボレーションによるもので、内容はアニメや漫画が中心であり、ゲストに声優を迎えることもある。木曜日はラジメーションと題し、平野綾によるラジオドラマを放送する。
ラジオドラマキャスト
とある飛空士への追憶
朗読 - 平野綾
風の中のマリア
平野綾
小林ゆう
野中藍
沢城みゆき
川田紳司
石田彰
勝生真沙子
Radio Wars
椎木波音 - 平野綾
黒岩正巳 - 寺島拓篤
鈴野紗和 - 高垣彩陽
宇多田真樹 - 藤原啓治
小谷優子 - たかはし智秋
とどまる - 小西克幸